# Sara Lewerth
Sara Elisabeth Lewerth, född 17 mars 1980, är en svensk skådespelare, bosatt i Stockholm.

## Filmografi (urval)
- 2001 – Puss
- 2002 – Hundtricket
- 2008 – Expats
- 2008 – Webcoloc's
- 2008 – The Lesson
- 2008 – Maybe in Lisbon
- 2012 – The Suspension of Disbelief
- 2013 – Varulven
- 2014 - Total War 2 Rome- Voice
- 2015 - Varulven 2
- 2015 - Alice
- 2018 – Leif & Billy (TV-serie)
- 2019 – Helt perfekt (TV-serie)

## Teater i urval
- Gränsen (2002)
- Crunch! (2006–2012)
- La veritable histoire du Chat Botté... (2007–2008)
- Scandimaniacs – Take Me to Hollywood 2010
- Lucrezia Borgia ENO 2011
- The Book of Disquiet 2011
- And Then We Parted ROH 2011
- Scandimaniacs – The 2nd Best Band in the World 2012
- Jag skyddar dig till döds 2015